# Linga (Hildasay)

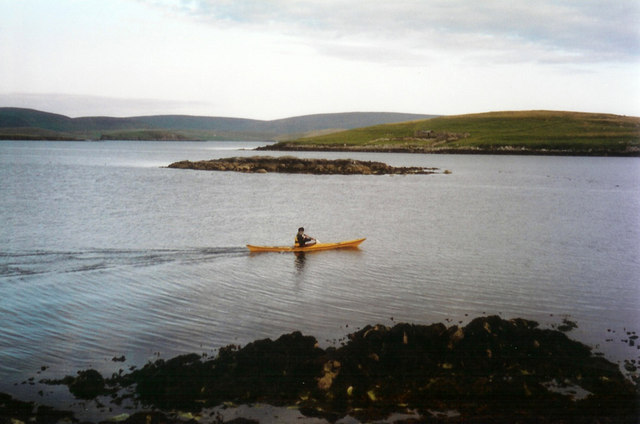
Linga vista da Hildasay con The Skerry frapposto tra le due.

Linga è una piccola isoletta al largo di Hildasay, nelle isole Shetland. È una delle isole Scalloway; Haswell-Smith compara Hildasay e la vicina isoletta all'impronta di uno yeti, con Linga che sta a rappresentare l'alluce.
Tra Linga e Hildasay si trova Hogg of Linga, Hogg of Hildasau e "the Skerry" (lo scoglio).
Nel XIX secolo, come la vicina Hildasay, l'isola era abitata e la terra veniva coltivata.
Papa ed Oxna si trovano poche miglia a sud di Linga.